# Velencei-medence
A Velencei-medence a Mezőföld legészakibb kistája Fejér vármegye területén. A 85 km²-es területű vidék a Velencei-hegység déli lábánál húzódó árkos süllyedékterület, kismedence, amelynek egy részét a Velencei-tó vize tölti ki. Délről és nyugatról a Közép-Mezőföld lösszel fedett hordalékkúpsíksága, keletről pedig a Váli-víz síkjának eróziós halomvidéke határolja.

## Földtan és domborzat
A Velencei-medence aljzata a Velencei-hegységet is alkotó gránitból és perm karbonátos-evaporitos kőzetből épül fel. A Dunántúli-középhegységet kísérő süllyedékmedencék egyike, amely két, egymásra merőleges árkos vetődés metszéspontjában keletkezett a felső pleisztocén korában. Az alapkőzetet pannóniai homokos-agyagos üledékek fedik, amelyekre a korábbi földtörténeti korokban kavicsos-homokos hordalékkúp kezdett települni. Ennek a folyamatnak a holocénban a tó kialakulása vetett véget. A felszíni üledékek már jellemzően holocén koriak, a löszfoltok keletkezésének ideje azonban vita tárgya.
Az északkelet–délnyugati irányban elnyúló tómedence, illetve az annak délnyugati végétől déli irányban húzódó, az egykori Nádas-tó helyén elterülő feltöltött süllyedék határozza meg a tájat. A felszín a Velencei-hegység lábától déli irányban fokozatosan, enyhén hullámosan lejt. A kistáj legmagasabb pontja Velencénél 163, legalacsonyabb pontja délnyugaton, a Dinnyés–Kajtori-csatorna völgyében 104 méter. Jellemző térszínformák a korábbi korok nagyobb vízállásáról tanúskodó turzásképződmények.
Északnyugati peremvidékén teraszos völgyek kapcsolódnak a kistájhoz, ezeken keresztül a Császár-víz és a Vereb–Pázmándi-vízfolyás hozza vizét a tómedencébe. A Velencei-tó felülete középvízállásnál 26 km², átlagos mélysége 1,1 méter. Lefolyását a 35 km hosszú Dinnyés–Kajtori-csatorna biztosítja, de egyébként a Velencei-medence egésze rossz lefolyású alacsony síkság, csekély mennyiségű talaj- és rétegvízzel. A Velencei-tavon kívül Dinnyés mellett található egy kisebb halastó (3,5 ha).

## Éghajlat
Mérsékelten meleg kistáj, az átlagos évi hőmérséklet 10,2–10,4 °C között alakul. A vegetációs időszak átlaghőmérséklete északon 17,0 °C. Az évenkénti napsütéses órák száma 1960 körül mozog. A csapadékmennyiség éves átlaga 550 mm körül alakul, ezzel mérsékelten száraz kistájaink közé tartozik. A döntően északnyugati szélirány a felszínformák hatására a medence nyugati részében nyugati, keleten északi szél formájában jelenik meg.

## Talaj és növényzet
A kistáj területének 40%-át víz fedi, a fennmaradó terület uralkodó talajtípusa a főként rétként és szántóföldként hasznosított réti talajok (35%). A szomszédos közép-mezőföldi kistájra jellemző mészlepedékes csernozjomtalajok szintén jelentős területet (22%) foglalnak el.
Történetileg a Velencei-tó medencéjét a nyílt vízi és nádas élőhelyek, a lefolyástalanság következtében keleti irányban erősödő szikesedés jellemezte. A vízszint csökkenése után a tó délnyugati előterében, a Dinnyési-fertő vidékén nádas-szikes mocsárrétek, szikesedő gyepek, valamint homok- és löszgyepfoltok jelentek meg. A tó felületének mára csupán 40%-át borítja a nádas, amelyet nyugaton egybefüggő hínárállományok, tőzegképző úszólápok, keskenylevelű gyékényesek és rekettyés fűzlápok váltanak fel. Ez utóbbiak területén uralkodó fafajok a hamvas fűz (Salix cinerea), a fehér nyár (Populus alba), mellettük pedig megtalálható a közönséges kutyabenge (Frangula alnus) és a közönséges nyír (Betula pendula). A tó úszólápjain található az ország egyik legnagyobb hagymaburok-állománya (Liparis loeselii).
| Területhasznosítás | Terület    | Területarány |
| ------------------ | ---------- | ------------ |
| Lakott terület     | 1 701,5 ha | 20,0%        |
| Szántó             | 2 150,7 ha | 25,3%        |
| Kert               | 0 14,0 ha  | 00,2%        |
| Szőlő              | 0 54,2 ha  | 00,6%        |
| Rét, legelő        | 0 739,8 ha | 08,7%        |
| Erdő               | 0 460,0 ha | 05,4%        |
| Vízfelszín         | 3 382,9 ha | 39,8%        |

## Népesség
A Velencei-medence lakossága kb. 17 000 fő (2001), ezzel az átlagosnál sűrűbben benépesült vidékek közé tartozik (200 fő/km²), különösen ha a vízfelszínt nem vesszük figyelembe a népsűrűség számításakor (332 fő/km²). képest az átlagosnál sűrűbben benépesült vidék. A kistáj három települése Gárdony, Velence és Kápolnásnyék, Gárdony tartozéktelepülései közül a Velencei-medence területére esik Agárd és Dinnyés. Bár települései közül kettő (Gárdony és Velence) városi jogállású, a kistáj tényleges gazdasági-kulturális centruma Székesfehérvár.
A 2001. évi népszámlálási adatok alapján a lakosság 52,8%-a római katolikus, 16%-a református felekezetű. A népesség döntő része, kb. 93,6%-a magyar nemzetiségű, mellettük egyetlen kisebbség számaránya sem számottevő.

## Természeti és kulturális értékek
A kistáj fő természeti értéke a Velencei-tó és annak üdülőkörzete, valamint védett területei: a Dinnyési-fertő és a velencei-tavi madárrezervátum. Kulturális nevezetességei között említendő Vörösmarty Mihály szülőháza Kápolnásnyék határában, illetve Gárdonyi Géza szülőháza Agárdpusztán. Velence borospincéi és présházai kiemelt népi építészeti emlékek, Kápolnásnyéken a Halász-, Velencén a Hauszmann–Gschwind- és a Beck-kastély tartozik a védett építészeti emlékek közé.